# Oliver Niehuis
Oliver Niehuis (* 1973 oder 1974) ist ein deutscher Evolutionsbiologe, Genetiker, Chemischer Ökologe und Professor für Ökologie, Evolutionsbiologie und Biodiversität an der Fakultät für Biologie der Albert-Ludwigs-Universität Freiburg. Seine Forschungsschwerpunkte sind Phylogenetik und Vergleichende Genomik der Insekten, die Evolution, Genetik und Biosynthese von Semiochemikalien sowie Wirt-Parasit-Beziehungen, besonders innerhalb der Insektenordnung Hymenoptera (Hautflügler).

## Leben
Niehuis studierte von 1993 bis 2000 Biologie an der Technischen Universität Darmstadt und der Philipps-Universität Marburg. Von 2001 bis 2005 war er Doktorand an der Friedrich-Wilhelms-Universität Bonn. Danach folgten Aufenthalte als „Feodory Lynen postdoctoral research fellow“ an der School of Life Sciences, Arizona State University in Tempe, USA (2005 bis 2009) und der Universität Osnabrück, Abteilung für Verhaltensbiologie (2009). In den Jahren 2010 bis 2014 war er Leiter des Molekularlabors am „Center for Molecular Biodiversity Research“ des ZFMK in Bonn und hielt eine Assistenzprofessur inne. Von 2010 bis 2016 war er außerdem Leiter der Sektion „Biodiversity Genomics“ der gleichen Institution, von 2010 bis 2017 war er Adjunct Professor an der School of Life Sciences, Arizona State University. 2014 habilitierte er sich an der Universität Bonn im Fach Zoologie, danach war er dort bis 2016 Privatdozent. Seit 2017 hält er die W3-Professur für Ökologie, Evolutionsbiologie und Biodiversität an der Fakultät für Biologie der Albert-Ludwigs-Universität Freiburg inne und wurde zwei Jahre später zum geschäftsführenden Direktor des Instituts für Biologie I ernannt. Niehuis ist der Sohn des Biologen und Entomologen Manfred Niehuis, mit dem er auch – besonders zu Beginn seiner Karriere – mehrere wissenschaftliche Beiträge veröffentlichte. Er war Stipendiat der Studienstiftung des Deutschen Volkes und erhielt ein Feodor-Lynen-Stipendium der Alexander-von-Humboldt-Stiftung.

## Wirken
Niehuis beschäftigt sich seit Beginn seiner Laufbahn mit der Familie Chrysididae, den Goldwespen. So publizierte er unter anderem die Rote Liste der Goldwespen Deutschlands sowie mehrere Beiträge zur Faunistik und Taxonomie dieser Gruppe. Er revidierte das Chrysis angustula-Aggregat innerhalb der taxonomisch schwierigen Chrysis ignita-Gruppe, diese Arbeit führte zur Erstbeschreibung der bis zu diesem Zeitpunkt unbekannten Art Chrysis leptomandibularis Niehuis 2000. Weiter beschrieb er die für die Wissenschaft neuen Arten Chrysura manfredi Niehuis 1996, Hedychridium wahisi Niehuis 1998 und Allocoelia kuhlmanni Niehuis 2000. Verschiedene Forschungsprojekte unter Leitung oder Beteiligung seiner Arbeitsgruppe lieferten teils wegweisende Ergebnisse zur chemischen Mimikry, Evolution und Systematik der Goldwespen.
Während seiner Zeit am ZFMK in Bonn beschäftigte er sich außerdem mit der Überfamilie Zygaenoidea und insbesondere mit der Gattung Zygaena, den Widderchen. Aus der Forschung an dieser Gruppe resultierten mehrere Arbeiten zur höheren Phylogenie, Evolutionsgeschichte, Biogeographie und zu Wirtspflanzen-Beziehungen dieser Motten, die international Beachtung fanden.
Zu Niehuis’ bekanntesten Forschungsgebieten zählt die Arbeit an der Gattung Nasonia (Hymenoptera, Chalcidoidea), die als Modellorganismus in der Genomik und Chemischen Ökologie Verwendung findet.
Ein weiterer seiner Forschungsschwerpunkte ist die Phylogenetik und (vergleichende) Genomik von Insekten. Arbeiten unter seiner führenden Beteiligung führten so etwa zur Klärung des Ursprungs der Ordnung der Fächerflügler (Strepsiptera).

## Auszeichnungen
Nach Niehuis und seinem Vater sind die Pflanzenwespe Pseudoryssus niehuisorum Kraus, 1998 und die Erzwespe Oodera niehuisorum Werner & Peters 2018 benannt.

## Publikationen (Auswahl)
- Oliver Niehuis: The European species of the Chrysis ignita group: Revision of the Chrysis angustulata aggregate (Hymenoptera, Chrysididae). In: Deutsche Entomologische Zeitschrift. Nr. 47, 2000, S. 181–201.
- Oliver Niehuis et al.: Evolutionary history of the burnet moth genus Zygaena Fabricius, 1775 (Lepidoptera: Zygaenidae) inferred from nuclear and mitochondrial sequence data: phylogeny, host-plant association, wing pattern evolution, and historical biogeography. In: Biological Journal of the Linnean Society. Nr. 92, 2007, S. 501–520.
- Oliver Niehuis et al.: Behavioural and genetic analyses on Nasonia shed light on the evolution of sex pheromones. In: Nature. Nr. 494, 2013, S. 345–348.
- Oliver Niehuis et al.: Genomic and morphological evidence converge to resolve the enigma of Strepsiptera. In: Current Biology. Nr. 22, 2012, S. 1309–1313.